# Crypsithyris spissa
Crypsithyris spissa är en fjärilsart som beskrevs av Edward Meyrick 1918. Crypsithyris spissa ingår i släktet Crypsithyris och familjen äkta malar. Inga underarter finns listade i Catalogue of Life.